# The Beaver
The Beaver (prt: O Castor; bra: Um Novo Despertar) é um filme estadunidense de 2011, do género comédia dramática, dirigido e coestrelado por Jodie Foster.

## Enredo
Walter Black (Mel Gibson) é um CEO da Jerry Co., uma empresa de brinquedos perto da falência, assolado pela depressão. Ele é chutado por sua esposa (Jodie Foster), para o alívio de seu filho mais velho Porter (Anton Yelchin). Walter se muda para um hotel. Depois de tentativas de suicídio sem êxito, ele desenvolve uma personalidade alternativa representada por um marionete de castor encontrado no lixo. Ele usa o boneco constantemente, comunicando-se apenas como o castor, já que este o "ajuda" a se recuperar. Ele restabelece um vínculo com seu filho mais novo, Henry, e depois com sua esposa, embora não com Porter. Ele também se torna bem sucedido novamente no trabalho, criando uma linha de Mr. Beaver Building Kits para crianças.
Porter, que é pago para escrever papéis para colegas de escola, é convidado por Norah (Jennifer Lawrence) para escrever seu discurso de formatura. Ele fica emocionalmente ligado a Norah, mas as ações de seu pai com o fantoche castor o deixa embaraçado.
A esposa de Walter sai da casa com as crianças, porque ele mentiu para ela sobre o fantoche, alegando que este fazia parte de um plano de tratamento monitorado por seu psiquiatra. Ela sente que não pode mais se comunicar com seu marido e que ele está sofrendo de um transtorno dissociativo de identidade, com o castor dominando completamente sua vida.
Parte da personalidade de Walter percebe o que ele tem colocado sua família e quer se livrar do castor para voltar junto com sua família, mas o castor resiste. Walter finalmente tira o boneco de sua vida cortando seu braço no cotovelo. Ele recebe uma mão protética e é colocado em um hospital psiquiátrico.
Norah se reconecta com Porter. Ela começa o discurso que ele escreveu, mas pára e admite publicamente que ela não escreveu. Ela muda para explicar o valor da verdade e seu trauma causado pela morte de seu irmão há alguns anos. Porter percebe o valor de seu pai e se reúne com ele.
Walter Black torna-se novamente e retorna a uma vida normal.[carece de fontes?]

## Elenco
- Mel Gibson - Walter Black
- Jodie Foster - Meredith Black
- Anton Yelchin - Porter Black
- Jennifer Lawrence - Norah
- Riley Thomas Stewart - Henry Black
- Zachary Booth - Jared

## Recepção
The Beaver recebeu comentários mistos a positivos dos críticos. O Rotten Tomatoes atribui ao filme uma pontuação de 61% com base em avaliações de 171 críticos e relata uma média de classificação de 6,1 sobre 10. No consenso diz: "Os instintos visuais de Jodie Foster e Mel Gibson dão tudo em seu desempenho vendendo este filme seriamente". No Metacritic, que atribui uma pontuação média ponderada de 100 para comentários de críticos, o filme recebeu uma média de 59 de 32 comentários.
Roger Ebert deu ao filme 2 1/2 (de uma possível 4) classificação de estrelas, dizendo que "é quase sucesso, apesar da premissa de seu roteiro, que eu fui simplesmente incapaz de aceitar.